# سفناج
سفناج أو الإسفنج الجامد (الاسم العلمي Chromodoris)، جنس حيوانات بحرية ركينة من اللاحشويات وفصيلة الإسفنجاويات. أنواعه عديدة اعطانها معظم مجادح البحر الأبيض المتوسط. تتميز بأليافها القرنية التركيب الجامدة التي لا تصلح للأستعمال.